# Никодим
Никодим (гр. Νικόδημος) је библијска личност, јеврејски свештеник (фарисеј) и члан синедриона који је послан да проучи Исусову науку.
Његова бесједа са Исусом Христом описана је код јеванђелиста Јована:
Након незадовољства првосвештеника и фарисеја што није Исуса привео к њима, он је отворено устао против њих (Јован VII, 32, 45 — 53). После страдања и Христове смрти, помогао је Јосифу Ариматејеском при скидању Христовог тијела са крста и погребења (Јован XIX, 38 — 42). По црквеном предању примио је крштење од апостолâ. Јудеји су га удаљили из синедриона и Јерусалима. Потом је живео у дому свог рођака Гамалила изван Јерусалима, где је и скончао.